# Chickfriend
Chickfriend is een Nederlands bedrijf gevestigd in Barneveld dat handelt in bloedluisbestrijdingsmiddelen. Tijdens de fipronilcrisis van 2017 werd Chickfriend in meerdere media aangewezen als bron van de in de pluimveesector verspreide fipronil. In navolging van de mogelijke betrokkenheid van Chickfriend bij het fipronilschandaal zijn de twee bestuurders van het bedrijf opgepakt op verdenking van het gebruik van fipronil.
Op 20 mei 2020 oordeelde de rechtbank Gelderland dat het bedrijf wel schadeplichtig was. De twee bestuurders hoorden 10 maart 2021 in de rechtbank te Zwolle twee jaar gevangenisstraf tegen zich eisen, waarvan zes maanden voorwaardelijk met een proeftijd van drie jaar. Daarnaast werd een beroepsverbod voor drie jaar geëist. Op 12 april 2021 werden de twee veroordeeld tot een jaar gevangenisstraf.